# Nimble Holdings
Nimble Holdings Company Ltd (in cinese tradizionale: 敏捷控股有限公司) è una holding cinese con sede legale nelle Bermuda e sede operativa ad Hong Kong.

## Storia
La società è stata fondata nel 1990 alle Isole Cayman da Stanley Ho, con la denominazione Grande Holdings Ltd. (嘉域集團有限公司). Fin da subito si espande e la prima società che passa sotto il suo controllo è la Lafe Holdings Ltd., azienda produttrice di unità a disco e periferiche per computer, la cui metà veniva esportata negli Stati Uniti. Della Lafe, la Grande prende il suo posto alla Borsa di Hong Kong, dove era quotata dal 1987.
Negli anni successivi si internazionalizza acquisendo il controllo di altre aziende produttrici di informatica e di elettronica di consumo in diversi paesi, come la canadese Semi Tech (1992), la statunitense Emerson Radio (1992), l'italiana Imperial (1993), le giapponesi Sansui (1992), Nakamichi (1994) e Akai (1999), le tailandesi Capetronics e Teletech (1992). Tra il 2002 e la prima metà del 2007, il Gruppo e le sue controllate hanno realizzato profitti, con un valore annuo compreso tra i 302 milioni e 556 milioni di dollari hongkonghesi.
Nel 2011, la società viene messa in liquidazione e temporaneamente sospeso il suo titolo in borsa. Sette anni più tardi, nel 2018, con l'ingresso di nuovi investitori e la ristrutturazione totale con il rinnovo del consiglio di amministrazione, la società assume la denominazione Nimble Holdings Company Ltd (敏捷控股有限公司).

## Informazioni e dati
La Nimble Holdings Company Ltd, è una società con sede legale e fiscale nelle Bermuda, e sede operativa nel Distretto di Tsuen Wan, ad Hong Kong. Opera nella distribuzione commerciale di apparecchi dell'elettronica di consumo e degli elettrodomestici, e nel settore immobiliare.
Nel 2020, il Gruppo, che impiega 82 dipendenti, assieme alle sue controllate ha realizzato un fatturato di 240 milioni di dollari hongkonghesi (pari a 30,9 milioni di dollari statunitensi e a 25,6 milioni di euro) ed una perdita di 87 milioni (pari a 11,2 milioni di dollari statunitensi ed a 9,3 milioni di euro.
Proprietario dei marchi Akai, Emerson, Nakamichi e Sansui, li affida in licenza a società terze nel mondo. É presente soprattutto in Cina, Giappone e Stati Uniti.